# Otto Häuptli
Otto Häuptli (Biberstein, 14 gennaio 1924 – Berna, 5 febbraio 1993) è stato un calciatore svizzero, di ruolo difensore.

## Carriera

### Club
Ha sempre giocato nel campionato svizzero.

### Nazionale
Ha collezionato 1 sola presenza con la propria Nazionale.